# Савельева, Диана Александровна
Диана Александровна Савельева (род. 16 мая 1979, Львов, УССР, СССР) — российская актриса

 и певица

, исполнительница цыганских романсов, артистка Москонцерта. Обладатель первого места в конкурсах «Солнышко» (1986) и «Джазомания» (1995), лауреат «Романсиады» (2000), лауреат фестиваля цыганского искусства «На рубеже веков» (2001), член жюри «Романсиады» в 2005 и 2013 годах. Двоюродная внучка Николая Жемчужного. Стала моделью для картин Николая Бессонова «Таборная пляска» и «Эсмеральда и Феб».

## Биография
Диана родилась в артистической цыганской семье. Её отец — исполнитель цыганских песен и танцев Александр Кириллович Савельев. Мать — Алена Анатольевна Савельева. Первые шаги будущая певица делала за кулисами, поскольку в гастролях сопровождала своих родителей. В детстве стала лауреатом конкурса «Солнышко» и солисткой детского ансамбля «Гилори».
Закончила Гнесинку и музыкально-драматическую студию при театре «Ромэн». Гастролирует по всему миру.
- Пела в группе «Лазурный берег»
- Снялась в фильме-концерте «Золотые цыгане Москвы» (реж. Эмиль Лотяну)
- Участвовала в съёмках художественного фильма А.Сахарова «На бойком месте» по мотивам пьесы А. Островского, а также фильма В. Котта «Пётр Лещенко. Всё, что было…»
- Участвовала в музыкальном проекте «Барэ дрома»
- Участвовала в съёмках клипа Максима Покровского «Азия-80»
- Роль Эсмеральды в русской версии мюзикла «Notre Dame de Paris» Нотр-Дам де Пари (с 2002 г.)
- Роль Гайде в оригинальном мюзикле «Монте-Кристо» в Театре Оперетты (с 2008 г.)
- Роль цыганки в мюзикле «Граф Орлов» (2012 г.)

Периодически участвует в телепередачах «Романтика романса» телеканала Культура (телеканал).

## Достижения
- Первое место в конкурсе «Солнышко» (1986)
- Дипломант детского конкурса в г. Львове (1989)
- Первое место в конкурсе «Джазомания» (1995)
- Дипломант I Фестиваля национальных культур (1995)
- Первое место в конкурсе «Романсиады» (2000)
- Золотая медаль и почётный диплом на фестивале цыганского искусства «На рубеже веков» (2001)
- Лауреат VII Московского фестиваля «Музыкальная осень в Пушкино» (2002)
- Лауреат Московского международного фестиваля ромского искусства «Цыганское подворье» — диплом и золотая медаль (2002)